# Tanner Glass
Pour les articles homonymes, voir Glass.
Tanner Glass (né le 23 novembre 1983 à Regina, dans la province de la Saskatchewan au Canada) est un joueur professionnel canadien de hockey sur glace de 2007 à 2019,.
Il fait ses débuts dans la Ligue nationale de hockey en 2007-2008 avec les Panthers de la Floride puis rejoint les Canucks de Vancouver en 2009-2010. Deux ans après, il passe une saison avec les Jets de Winnipeg avant de signer en juillet 2012 avec les Penguins de Pittsburgh. En 2014, il rejoint les Rangers de New York,.

## Biographie

### Carrière amateur
Tanner Glass est né à Regina en Saskatchewan, le 23 novembre 1983 ; il joue au niveau midget avec les Mallers de Yorkton dans la Ligue de hockey midget de la Saskatchewan en 2000-2001. L'année suivante, il fait ses débuts dans la Ligue de hockey de la Colombie-Britannique (connue sous le sigle de LHCB) avec les Panthers de Penticton. Lors de sa saison recrue, il inscrit onze buts et vingt-huit passes décisives en cinquante-sept rencontres. Au cours de la saison suivante, il est échangé aux Clippers de Nanaimo après trente-deux rencontres jouées dans la saison. Il termine cette saison avec un total cumulé de soixante-deux points dont vingt-trois buts en cinquante rencontres. Au cours de la saison, il participe au Match des étoiles de la LHCB 2003 et à la fin de la saison il fait partie de l'équipe d'étoiles de la ligue. Au cours de l'intersaison, il participe au repêchage d'entrée dans la Ligue nationale de hockey ; il est le 265e joueur choisi lors de la 2003 et est sélectionné par les Panthers de la Floride.
À la suite du repêchage, il rejoint le Dartmouth College et son équipe de hockey Big Green de Dartmouth qui joue dans la division ECAC Hockey du championnat universitaire américain. Lors de sa première saison, il manque un huit matchs de l'équipe et inscrit onze points en vingt-six rencontres. Il aide son équipe à jouer le match pour la troisième place de l'ECAC mais ils perdent contre les Raiders de Colgate. Lors de la saison suivante, il compte quinze points en trente-trois parties ; avant les débuts de la saison 2005-2006, Glass est nommé assistant-capitaine de Mike Ouellette. Au cours de cette troisième saison, il atteint un sommet personnel universitaire en inscrivant vingt-huit points dont douze buts en trente-trois rencontres. Dartmouth et Colgate s'affrontent une nouvelle fois pour la troisième place mais cette fois la formation de Glass l'emporte sur le score de 3-2. Il joue sa dernière saison en 2006-2007 avec le Dartmouth College comptabilisant une nouvelles fois vingt-huit points ; lors de cette dernière saison, l'équipe perd contre les Saints de l'Université St. Lawrence lors du match pour la troisième place.

### Carrière professionnelle
Le 21 mars 2007, alors qu'il n'a toujours pas signé de contrat avec les Panthers, Glass se voit proposer un contrat d'essai avec les Americans de Rochester, l'équipe de la Ligue américaine de hockey affiliée aux Panthers. Quatre jours plus tard, il marque son premier point en tant que professionnel en réalisant une passe décisive contre le Crunch de Syracuse. Il joue ainsi les quatre derniers matchs de la saison 2006-2007 avec les Americans.
Tanner Glass signe avec les Panthers le 16 août 2007 et il partage sa saison entre la LNH et la LAH jouant une quarantaine de rencontres dans chaque ligue. Il commence ainsi la saison dans la LAH et inscrit son premier but professionnel contre Jaroslav Halák gardien des Bulldogs de Hamilton le 12 octobre 2007 ; un mois plus tard, il est appelé pour la première fois dans la LNH avec les Panthers. Après être retourné dans la LAH, il est appelé une nouvelle fois dans la LNH et inscrit son premier but dans la grande ligue, le 22 janvier 2008 contre Ray Emery lors d'une victoire 5-3 contre les Sénateurs d'Ottawa.
Alors qu'il commence la saison 2008-2009 dans la LAH, Glass est nommé assistant capitaine de son équipe. Après une quarantaine de rencontres passées dans la LAH ainsi que trois matchs dans la LNH avec les Panthers, il se blesse en février 2007, blessure à l'épaule qui met fin à sa saison. Son contrat prenant fin au cours de l'été, il devient agent libre et dès le premier jour possible des transferts, il rejoint les Canucks de Vancouver avec un contrat à deux niveaux. Ce contrat pour un montant de 500 000 dollars permet aux Canucks de le faire jouer aussi bien dans la LNH que dans leur équipe de la LAH, le Moose du Manitoba.
Malgré ce contrat à deux volets, il commence la saison en tant que treizième attaquant de l'équipe, profitant ainsi des nombreuses blessures au sein de l'effectif. Il signe son premier but avec les Canucks lors d'une victoire 3-0 contre l'Avalanche du Colorado. Il passe ainsi au finale toute la saison dans la LNH, inscrivant onze points en soixante-sept rencontres jouées. Il participe avec l'équipe aux séries éliminatoires de la Coupe Stanley mais ne joue que quatre rencontres alors que son équipe est éliminée au deuxième tour des séries. Le 12 juillet 2010, il signe un nouveau contrat avec les Cancuks pour une nouvelle année et un pour un montant de 625 000 dollars.
Glass passe la saison 2010-2011 sur la quatrième ligne de l'équipe et est aligné avec de nombreux joueurs de centre et sur l'autre aile. Il manque neuf rencontres au cours de la saison et finit la saison avec trois buts, dix points et soixante-douze minutes de pénaliés alors que son équipe remporte le Trophée des présidents en tant que meilleure équipe de la saison régulière. Glass participe à vingt rencontres des séries avec son équipe qui accède à la finale de la Coupe Stanley mais où ils perdent contre les Bruins de Boston en sept rencontres.
Alors qu'il doit être agent libre, Glass espère signer une prolongation de contrat avec les Canucks mais finalement, il signe un contrat d'une saison avec les Jets de Winnipeg début juillet 2011. Il rejoint alors la troisième ligne de la nouvelle franchise de la LNH aux côtés de Jim Slater et de Chris Thorburn. Avec cinq buts, onze passes et seize points, il connaît sa meilleure saison dans la LNH depuis ses débuts. Malgré tout, à la fin de la saison, l'équipe n'est pas qualifiée pour les séries éliminatoires et Glasse change une nouvelle fois d'équipe. Il rejoint les Penguins de Pittsburgh le 1er juillet 2012. Alors qu'un lock-out annule les débuts de la saison 2012-2013 de la LNH, il décide en décembre 2012 de jouer pour le club slovaque du HC Banská Bystrica en Extraliga. Il ne joue finalement que six matchs en Slovaquie avec son équipe, comptant une passe décisive et un total de 75 minutes de pénalités.
En 2018 il signe avec les Boxers de Bordeaux qui évoluent dans la Ligue Magnus.

## Statistiques
| Saison     | Équipe                 | Ligue      |     | Saison régulière | Saison régulière | Saison régulière | Saison régulière | Saison régulière |   | Séries éliminatoires | Séries éliminatoires | Séries éliminatoires | Séries éliminatoires | Séries éliminatoires |
| Saison     | Équipe                 | Ligue      | PJ  | B                | A                | Pts              | Pun              | PJ               | B | A                    | Pts                  | Pun                  |                      |                      |
| 2000-2001  | Mallers de Yorkton     | SMHL       | 39  | 31               | 29               | 60               | 120              | 4                | 3 | 1                    | 4                    | 10                   |                      |                      |
| 2001-2002  | Panthers de Penticton  | LHCB       | 57  | 11               | 28               | 39               | 171              | -                | - | -                    | -                    | -                    |                      |                      |
| 2002-2003  | Panthers de Penticton  | LHCB       | 32  | 15               | 25               | 40               | 108              | -                | - | -                    | -                    | -                    |                      |                      |
| 2002-2003  | Clippers de Nanaimo    | LHCB       | 18  | 8                | 14               | 22               | 46               | -                | - | -                    | -                    | -                    |                      |                      |
| 2003-2004  | Big Green de Dartmouth | NCAA       | 26  | 4                | 7                | 11               | 18               | -                | - | -                    | -                    | -                    |                      |                      |
| 2004-2005  | Big Green de Dartmouth | NCAA       | 33  | 7                | 8                | 15               | 32               | -                | - | -                    | -                    | -                    |                      |                      |
| 2005-2006  | Big Green de Dartmouth | NCAA       | 33  | 12               | 16               | 28               | 56               | -                | - | -                    | -                    | -                    |                      |                      |
| 2006-2007  | Big Green de Dartmouth | NCAA       | 32  | 8                | 20               | 28               | 92               | -                | - | -                    | -                    | -                    |                      |                      |
| 2006-2007  | Americans de Rochester | LAH        | 4   | 0                | 1                | 1                | 5                | -                | - | -                    | -                    | -                    |                      |                      |
| 2007-2008  | Americans de Rochester | LAH        | 43  | 6                | 5                | 11               | 84               | -                | - | -                    | -                    | -                    |                      |                      |
| 2007-2008  | Panthers de la Floride | LNH        | 41  | 1                | 1                | 2                | 39               | -                | - | -                    | -                    | -                    |                      |                      |
| 2008-2009  | Americans de Rochester | LAH        | 44  | 4                | 9                | 13               | 100              | -                | - | -                    | -                    | -                    |                      |                      |
| 2008-2009  | Panthers de la Floride | LNH        | 3   | 0                | 0                | 0                | 7                | -                | - | -                    | -                    | -                    |                      |                      |
| 2009-2010  | Canucks de Vancouver   | LNH        | 67  | 4                | 7                | 11               | 115              | 4                | 0 | 0                    | 0                    | 0                    |                      |                      |
| 2010-2011  | Canucks de Vancouver   | LNH        | 73  | 3                | 7                | 10               | 72               | 20               | 0 | 0                    | 0                    | 18                   |                      |                      |
| 2011-2012  | Jets de Winnipeg       | LNH        | 78  | 5                | 11               | 16               | 73               | -                | - | -                    | -                    | -                    |                      |                      |
| 2012-2013  | HC Banská Bystrica     | Extraliga  | 6   | 0                | 1                | 1                | 75               | -                | - | -                    | -                    | -                    |                      |                      |
| 2012-2013  | Penguins de Pittsburgh | LNH        | 48  | 1                | 1                | 2                | 62               | 5                | 1 | 0                    | 1                    | 4                    |                      |                      |
| 2013-2014  | Penguins de Pittsburgh | LNH        | 67  | 4                | 9                | 13               | 90               | 8                | 0 | 0                    | 0                    | 4                    |                      |                      |
| 2014-2015  | Rangers de New York    | LNH        | 66  | 1                | 5                | 6                | 98               | 19               | 0 | 1                    | 1                    | 31                   |                      |                      |
| 2015-2016  | Rangers de New York    | LNH        | 57  | 4                | 3                | 7                | 66               | 4                | 0 | 0                    | 0                    | 4                    |                      |                      |
| 2015-2016  | Wolf Pack de Hartford  | LNH        | 17  | 2                | 3                | 5                | 23               | -                | - | -                    | -                    | -                    |                      |                      |
| 2016-2017  | Wolf Pack de Hartford  | LAH        | 57  | 6                | 9                | 15               | 86               | -                | - | -                    | -                    | -                    |                      |                      |
| 2016-2017  | Rangers de New York    | LNH        | 11  | 1                | 1                | 2                | 17               | 7                | 1 | 3                    | 4                    | 7                    |                      |                      |
| 2017-2018  | Flames de Calgary      | LNH        | 16  | 0                | 0                | 0                | 19               | -                | - | -                    | -                    | -                    |                      |                      |
| 2017-2018  | Heat de Stockton       | LAH        | 21  | 2                | 3                | 5                | 45               | -                | - | -                    | -                    | -                    |                      |                      |
| 2018-2019  | Boxers de Bordeaux     | SLM        | 43  | 6                | 11               | 17               | 101              | 7                | 0 | 0                    | 0                    | 16                   |                      |                      |
| Totaux LNH | Totaux LNH             | Totaux LNH | 527 | 24               | 45               | 69               | 658              | 67               | 2 | 4                    | 6                    | 68                   |                      |                      |